# سا کیتاکاتا
سا کیتاکاتا (انگلیسی: Sae Kitakata؛ زادهٔ ۲۷ اوت ۱۹۹۸) بازیکن فوتبال اهل ژاپن است.